# Pararcus diepenbroeki
Il pararco (Pararcus diepenbroeki) è un rettile marino estinto, appartenente ai placodonti. Visse nel Triassico medio (Anisico, circa 245 milioni di anni fa) e i suoi resti fossili sono stati ritrovati nei Paesi Bassi.

## Descrizione
Questo animale è noto per uno scheletro incompleto e disarticolato, sufficiente comunque a ricostruirne parzialmente l'aspetto. L'esemplare noto di Pararcus doveva essere lungo oltre 1,35 metri, una dimensione ragguardevole se raffrontata a quella di altri saurotterigi basali. Il corpo doveva essere di forma vagamente allungata, dotato di una lunga coda e di arti proporzionalmente più lunghi di quelli dei suoi stretti parenti, come Paraplacodus e Placodus. Pararcus possedeva una caratteristica unica (autapomorfia): l'espansione ventrolaterale degli archi neurali delle vertebre sacrali e presacrali posteriori, in cui erano incorporati i processi traversi. Il pube e l'ischio erano arrotondati e piatti. Nonostante la grande taglia, la generale scarsa ossificazione dello scheletro indica che l'animale non era pienamente cresciuto. 

## Classificazione
L'unico scheletro noto di Pararcus proviene dal Muschelkalk inferiore di Winterswijk, nei Paesi Bassi, ed è stato descritto per la prima volta nel 2013. Pararcus è considerato un rappresentante basale dei placodonti, un gruppo di rettili acquatici tipici del Triassico, dotati di corpi relativamente massicci, zampe corte e crani dotati di denti robusti e spesso emisferici. La morfologia delle costole e la presenza di placche dermiche non unite fra loro indica che Pararcus non era un rappresentante dei ciamodontoidi (il gruppo più derivato di placodonti), bensì un placodonte basale affine a Placodus e Paraplacodus. 

## Stile di vita
Pararcus viveva con tutta probabilità in mari bassi nei pressi della costa; doveva essere un buon nuotatore, a causa della notevole flessibilità della regione sacrale.